# Quart de Poblet
Quart de Poblet, en valencien et officiellement, (Cuart de Poblet en castillan), est une commune d'Espagne de la province de Valence dans la Communauté valencienne. Elle est située dans la comarque de l'Horta Oest et dans la zone à prédominance linguistique valencienne.

## Géographie

Localisation de Quart de Poblet
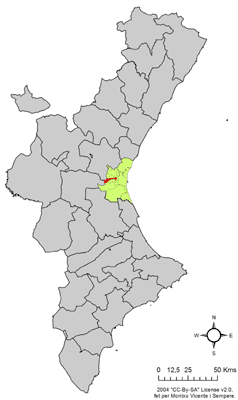
dans la Communauté valencienne.
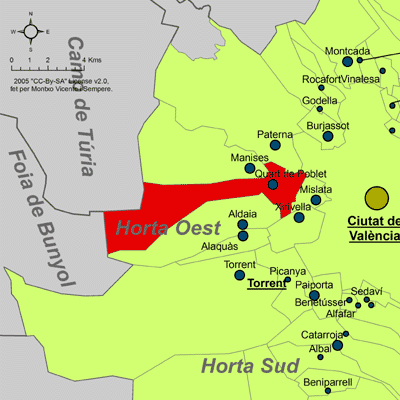
dans la comarque de l'Horta Oest.

Quart de Poblet est à 6,01 km à l'ouest de la ville de Valence. Elle est située entre la Huerta de Valence et la comarque de Pla de Quart. Délimitée au nord par la rivière Turia.
Le climat est de type méditerranéen, avec des précipitations en automne et au printemps; les vents dominants viennent de l'ouest et de l'est.

### Localités limitrophes
Quart de Poblet est délimité par les communes de : Aldaia, Xirivella, Chiva, Manises, Mislata, Paterna, Riba-roja de Túria et Valence, toutes situées dans la province de Valence.

### Infrastructures et voies d'accès
- Autoroute A-3/E-901 Madrid-Valencia (dite autovía del Este, autoroute de l'est et, anciennement, autoroute de Valence)
- Autoroute V-30
- Station « Quart de Poblet » de la ligne 5 du métro de Valence, menant à l'aéroport de Valence. La ligne fut inaugurée le 30 avril 2003.

## Histoire
Le nom de Quart vient du latin quartum, le terme de quartum miliarium se rapportant à la distance entre le lieu et la ville de Valence.
L'adjonction du nom de Poblet est lié au rattachement en 1287 avec le monastère de Santa Maria de Poblet.

## Démographie
| 1900  | 1910  | 1920  | 1930  | 1940  | 1950  | 1960   | 1970   | 1981   | 1991   | 2000   | 2005   | 2013   |
| ----- | ----- | ----- | ----- | ----- | ----- | ------ | ------ | ------ | ------ | ------ | ------ | ------ |
| 1.814 | 2.263 | 2.644 | 3.152 | 3.993 | 5.408 | 10.571 | 20.529 | 27.409 | 27.404 | 26.131 | 25.509 | 25 174 |

## Politique et administration
La ville de Quart de Poblet comptait 25 167 habitants aux élections municipales du 28 mai 2023. Son conseil municipal (en espagnol : Pleno del Ayuntamiento) se compose donc de 21 élus.
Faisant partie de la banlieue rouge de Valence, la municipalité a été uniquement dirigée par le Parti socialiste depuis 1979.

### Maires
| Mandat    | Maire | Maire                                     | Parti | Majorité |
| --------- | ----- | ----------------------------------------- | ----- | -------- |
| 1979-1983 |       | Onofre Colomer Mateu Ramón Segarra (1981) | PSOE  | 11 / 21  |
| 1983-1987 |       | Ramón Segarra                             | PSOE  | 15 / 21  |
| 1987-1991 |       | Ramón Segarra                             | PSOE  | 14 / 21  |
| 1991-1995 |       | Ramón Segarra                             | PSOE  | 15 / 21  |
| 1995-1999 |       | Ramón Segarra                             | PSOE  | 11 / 21  |
| 1999-2003 |       | Carmen Martínez Ramírez (es)              | PSOE  | 13 / 21  |
| 2003-2007 |       | Carmen Martínez Ramírez (es)              | PSOE  | 14 / 21  |
| 2007-2011 |       | Carmen Martínez Ramírez (es)              | PSOE  | 12 / 21  |
| 2011-2015 |       | Carmen Martínez Ramírez (es)              | PSOE  | 10 / 21  |
| 2015-2019 |       | Carmen Martínez Ramírez (es)              | PSOE  | 11 / 21  |
| 2019-2023 |       | Carmen Martínez Ramírez (es)              | PSOE  | 12 / 21  |
| 2023-2027 |       | Cristina Mora                             | PSOE  | 10 / 21  |

## Économie
Agriculture irriguée, principalement orange, poire, légumes, oignons, pomme de terre, etc.
En terre non irriguée, on y cultive des céréales, la vigne, la caroube et des olives.

## Patrimoine
- Église Parroquial
- Hermitage de San Onofre

## Fêtes locales
- 17 janvier : Fêtes de San Antonio Abad
- Mois de Mars : Falles
- 10 juin : San Onofre
- début Septembre : Fiestas Mayores, festivités pendant les 5 jours (voire davantage) suivant le premier samedi du mois. Consommation de bocadillos (sandwichs), concerts et spectacles, discomóvil, marché médiéval.

## Jumelages
- Champs-sur-Marne (France)

### Sources
- (es) Varaciones de los municipios de España desde 1842, Ministerio de administraciones públicas, octobre 2008, 364 p. (lire en ligne) [PDF]